# G.L. Pharma
G.L. Pharma (bekannt als Gerot Lannach) ist ein österreichisches Unternehmen der pharmazeutischen Industrie mit Sitz im steirischen Lannach. Die hergestellten Pharmaka bedienen zahlreiche Anwendungsgebiete, wie beispielsweise die Behandlung von Allergien, bakteriellen Infektionen, Diabetes, Krebserkrankungen, chronischen Schmerzen und Parkinson. Das Unternehmen stellt auch Kaliumiodid-Tabletten für den Aufbau einer Iodblockade im Falle eines kerntechnischen Unfalls mit einer Freisetzung von radioaktivem 131I her. In diesem Zusammenhang verbuchte das Unternehmen 2019 den größten Einzelauftrag seiner Geschichte, als das deutsche Bundesamt für Strahlenschutz 190 Millionen Iodtabletten für die Vorsorge im Falle eines Großschadensfalles mit Freisetzung von 131I orderte.
G.L. Pharma hat seinen Ursprung in der Lannacher Heilmittel GmbH, die 1947 in Lannach gegründet wurde. Dieses Unternehmen wurde 1966 durch das Ehepaar Leopold und Hannelore Bartenstein übernommen. Im Jahr 1997 wurde der Wiener Pharmahersteller Gerot Pharmazeutika aufgekauft. Beide Unternehmen wurden 2009 zu G.L. Pharma mit der Marke Gerot Lannach fusioniert. Im Frühjahr 2019 begann G.L. Pharma mit dem Ausbau seiner Produktionskapazitäten in Lannach. Der Wert dieser Investition, die Platz für 100 neue Arbeitsplätze schaffen soll, wurde mit 60 Millionen Euro angegeben.
G.L. Pharma hat seinen Sitz im Schloss Lannach und ist eine Tochtergesellschaft der Bahopharm GmbH, die sich im Besitz der Familie Bartenstein befindet. Das Unternehmen Genericon Pharma ist damit eine Schwestergesellschaft der G.L. Pharma GmbH unterhalb Bahopharms.